# Oktan
Oktan är ett mättat kolväte med 8 kolatomer och summaformeln C8H18. Enligt IUPAC-nomenklatur betecknar oktan ett kolväte med ogrenad kolkedja, det vill säga 8 kolatomer på raken. Med äldre nomenklatur kallas just detta kolväte för n-oktan, som skall utläsas "normaloktan".
Oktan har en smältpunkt på -57 °C och kokpunkt på 125,5 °C.
Oktaner ingår i petroleum och en av isomererna (se nedan), 2,2,4-trimetylpentan utgör standarden för oktantal.

## Isomerer
Mer generellt används oktan även som benämning på en, eller en blandning av flera, av de totalt 18 alkanisomererna med summaformel C8H18, varav ämnet med IUPAC-namnet oktan är en. En annan av dessa isomerer, 2,2,4-trimetylpentan, ofta kallat "isooktan", är det kolväte vars förbränningsegenskaper utgör referenspunkten med oktantalet 100 vid testning av bränslen till förbränningsmotorer.
- n-Oktan
- 2-Metylheptan
- 3-Metylheptan
- 4-Metylheptan
- 2,2-Dimetylhexan
- 2,3-Dimetylhexan
- 2,4-Dimetylhexan
- 2,5-Dimetylhexan
- 3,3-Dimetylhexan
- 3,4-Dimetylhexan
- 3-Etylhexan
- 2,2,3-Trimetylpentan
- 2,2,4-Trimetylpentan (isooktan)
- 2,3,3-Trimetylpentan
- 2,3,4-Trimetylpentan
- 3-Etyl-2-metylpentan
- 3-Etyl-3-metylpentan
- 2,2,3,3-Tetrametylbutan